# Stopklatka TV
Stopklatka  ist ein polnischer Fernsehsender, der am 15. März 2014 den Sendebetrieb aufnahm.

## Geschichte
Stopklatka TV übernahm den Sendeplatz auf DVB-T von TVP2 in SDTV. Der Eigentümer ist Kino Polska, früher war es Agora S.A. Die Konzession bekam Stopklstka TV am 30. Oktober 2013. Im Jahr 2018 bekam Stopklatka TV ein neues Logo.

## Logos

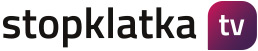
Ehemaliges Logo vom 15. März 2014 bis 13. April 2017
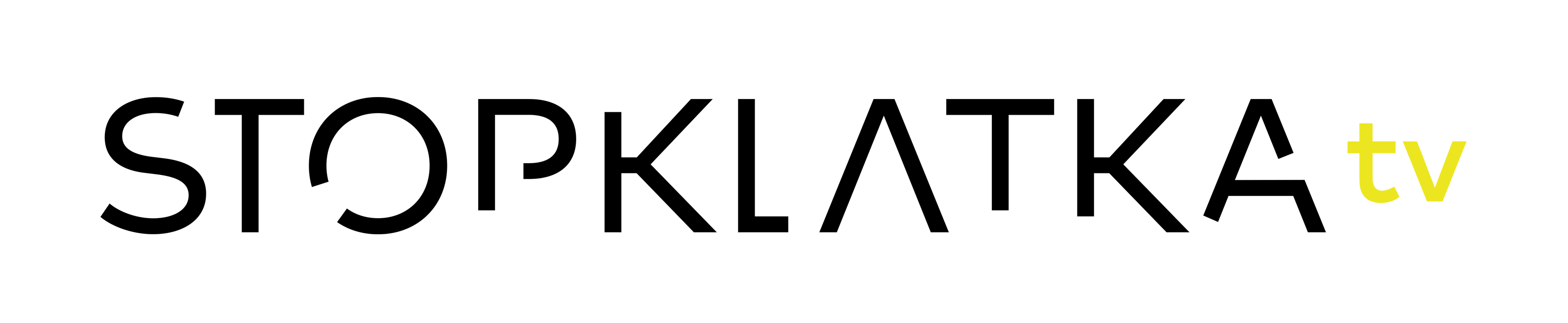
Ehemaliges Logo vom 14. April 2017 bis 19. Dezember 2019
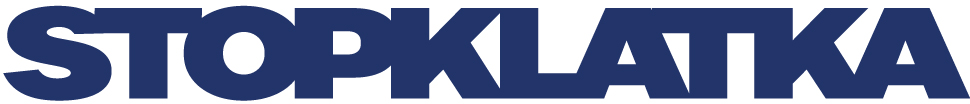
Aktuelles Logo seit 20. Dezember 2019

## Strafe
Im Dezember 2016 bekam Stopklatka TV eine Strafe von KRRiT im Wert von 10 000 złoty, da nicht genügend europäische Programme ausgestrahlt worden seien.